# Spar Nord Nytårs Cup
Spar Nord Nytårs Cup var Danmarks første og hidtil eneste indendørs fodboldturnering, der blev afviklet på kunstgræs, og havde deltagelse af klubber fra den danske fodbold elite i Superligaen og 1. division, samt Old Boys-landsholdet. Der var ligeledes deltagelse af andre skandinaviske klubber, blandt andet Stabæk Fotball fra Tippeligaen og Örgryte IS fra Allsvenskan.
Turneringen blev afviklet 5 år i træk i Gigantium i Aalborg første gang var i år 2001. Intet hold nåede at vinde turneringen to gange.
Initiativtager til turneringen var Spar Nord Banks sponsorchef Peter Lauritsen, der fik inviteret 4 hold til den første udgave.

## Vindere
- 2001: Lyngby BK
- 2002: AB
- 2003: AGF
- 2004: AaB
- 2005: SønderjyskE